# 桐楼乡
桐楼乡，是中华人民共和国重庆市彭水苗族土家族自治县下辖的一个乡镇级行政单位。

## 行政区划
桐楼乡下辖以下地区：
桐木村、细沙村和普子村。